# Les Verrières
Les Verrières ist eine politische Gemeinde des Kantons Neuenburg in der Schweiz.

## Geographie
Les Verrières liegt auf 930 m ü. M., 36 km westsüdwestlich der Kantonshauptstadt Neuenburg (Luftlinie). Das Strassenzeilendorf erstreckt sich im Hochtal Vallon des Verrières, umgeben von den Höhen des westlichen Neuenburger Juras, nahe der Grenze zu Frankreich.
Die Fläche des 28,7 km² grossen Gemeindegebiets umfasst den zentralen Abschnitt des Vallon des Verrières, einer Synklinalen, die oberirdisch durch das Flüsschen Morte nach Westen zum Doubs und damit zum Mittelmeer entwässert wird. Die Wasserscheide der oberirdischen Fliessgewässer ist bei Les Verrières allerdings nicht deckungsgleich mit derjenigen des Sickerwassers. Das im Boden versickernde Wasser läuft entlang von Kluftsystemen nach Osten, gehört zum Einzugsgebiet der Areuse und fliesst mit dieser in Richtung Rhein zur Nordsee.
Südlich des breiten Tales reicht der Gemeindeboden über den Steilhang La Côtière auf die Antiklinale des Mont des Verrières (1241 m ü. M.). Nach Norden erstreckt sich das Gebiet über die Waldhöhe Les Cornées und die Senke Loge de la Grande Planée (im äussersten Südwesten des Vallée de la Brévine) auf den Höhenzug von Chez le Brandt (1230 m ü. M.) und Les Divois (mit 1290 m ü. M. höchster Punkt von Les Verrières), der zum System der Montagne du Larmont gehört. Nördlich dieses Höhenrückens liegt das Tal des Ruisseau des Entreportes, dessen Wasser bei Pontarlier in den Doubs fliesst. Die Nordgrenze verläuft auf der Waldkrete Les Passages (bis 1164 m ü. M.).
Auf den Höhen um Les Verrières befinden sich ausgedehnte Jurahochweiden mit den typischen mächtigen Fichten, die entweder einzeln oder in Gruppen stehen. Von der Gemeindefläche entfielen 1997 3 % auf Siedlungen, 50 % auf Wald und Gehölze, 46 % auf Landwirtschaft und etwas weniger als 1 % war unproduktives Land.
Les Verrières besteht aus dem Zentralort Grand Bourgeau, den östlich davon gelegenen Weilern Belle-Perche und Le Crêt und den westlich gelegenen Weilern La Croix-Blanche und Meudon. Ferner gehören zu Les Verrières die Weiler Mont des Verrières (1200 m ü. M.) auf dem gleichnamigen Berg südlich des Tals, Petits Cernets (1142 m ü. M.) und Grands Cernets (1160 m ü. M.) am Südhang der Larmont-Kette sowie zahlreiche Einzelhöfe weit verstreut auf den Jurahöhen. Nachbargemeinden von Les Verrières sind Val-de-Travers und La Côte-aux-Fées im Kanton Neuenburg sowie Verrières-de-Joux, Pontarlier und Les Alliés im angrenzenden Frankreich.

## Bevölkerung

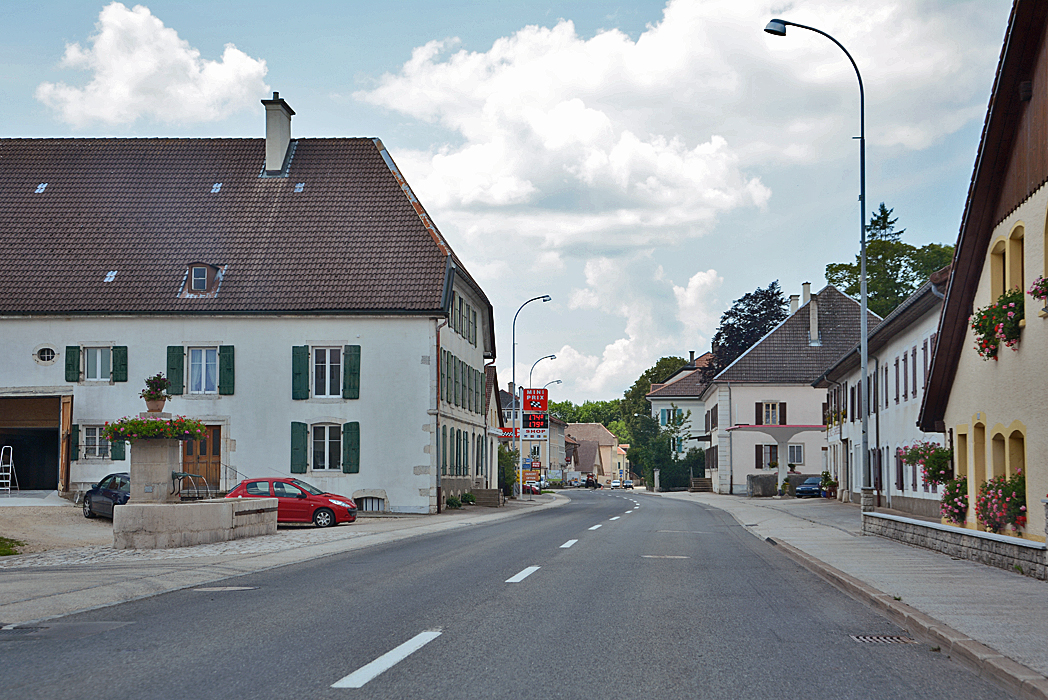
Dorfzentrum

Mit 649 Einwohnern (Stand 31. Dezember 2023) gehört Les Verrières zu den kleineren Gemeinden des Kantons Neuenburg. Von den Bewohnern sind 89,9 % französischsprachig, 4,4 % deutschsprachig und 1,0 % englischsprachig (Stand 2000). Die Bevölkerungszahl von Les Verrières stieg im 19. Jahrhundert rasch an und erreichte 1888 den Höchststand mit 1838 Einwohnern. Seither ging sie durch kontinuierliche Abwanderung um mehr als die Hälfte zurück.

## Politik
Die Stimmenanteile der Parteien anlässlich der Nationalratswahl 2015 betrugen: SVP 36,5 %, FDP 27,1 %, SP 21,4 %, PdA 6,7 %, CVP 2,4 %, GPS 1,7 %, glp 1,3 %, Nouveau Parti Libéral 1,3 %, BDP 0,7 %.

## Wirtschaft
Les Verrières war lange Zeit ein hauptsächlich durch die Landwirtschaft geprägtes Dorf. Ende des 18. und Anfang des 19. Jahrhunderts begann die Industrialisierung mit der Einführung der Spitzenklöppelei und der Uhrmacherei. Bis zum Verbot 1908 aufgrund eines nationalen Volksentscheides war auch die Absinthherstellung von Bedeutung. Schon seit dem Mittelalter war der Durchgangsverkehr ein wichtiger Wirtschaftsfaktor für das Dorf. Auch heute noch spielt der Grenzverkehr eine bedeutende Rolle, die industrielle Tätigkeit ist wegen der Krise in der Uhrenindustrie in den 1970er Jahren stark zurückgegangen. In der Landwirtschaft überwiegen die Viehzucht und Milchwirtschaft und dank der grossen Waldgebiete auch die Forstwirtschaft.

## Verkehr

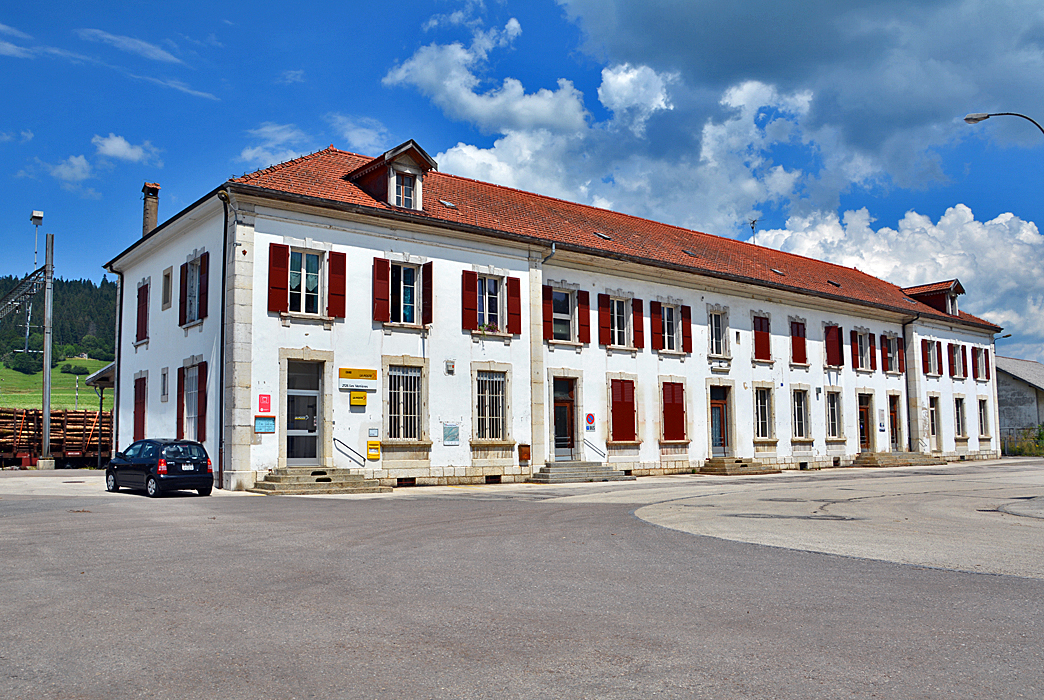
Bahnhof

Die Gemeinde ist verkehrsmässig gut erschlossen. Sie ist ein wichtiger Grenzübergang an der Hauptstrasse von Neuenburg nach Pontarlier in Frankreich. Am 25. Juli 1860 fand die Einweihung der Eisenbahnlinie von Auvernier nach Pontarlier mit einem Bahnhof in Les Verrières statt (Bahnstrecke Neuchâtel–Pontarlier). Mittlerweile fahren auf dieser Linie keine Regionalzüge mehr. Les Verrières ist durch einen Kurs der Linie 590 von TransN, der von Fleurier in den Grenzort und teilweise weiter bis Pontarlier verkehrt, an das Netz des öffentlichen Verkehrs angeschlossen.
In Les Verrières beginnt die Hauptstrasse 10, die über Neuenburg, Kerzers, Bern, Emmental und das Entlebuch bis nach Luzern führt.

## Geschichte
Die erste urkundliche Erwähnung des Ortes erfolgte 1311 unter dem Namen Myezour. Danach erschienen die Bezeichnungen Mey Joulz (1337) und Mijoux und 1344 villa de Verreriis beziehungsweise Mi-Joux dit ès Verrières. Les Verrières gehörte seit dem späten 14. Jahrhundert bis 1848 zur Kastlanei Val-de-Travers. Während dieser Zeit hatte die Grafschaft Neuenburg die Oberhoheit über das Gebiet inne. Seit 1648 war Neuenburg Fürstentum und ab 1707 durch Personalunion mit dem Königreich Preussen verbunden. 1806 wurde das Gebiet an Napoleon I. abgetreten und kam 1815 im Zuge des Wiener Kongresses an die Schweizerische Eidgenossenschaft, wobei die Könige von Preussen bis zum Neuenburgerhandel 1857 auch Fürsten von Neuenburg blieben.
Les Verrières bildete seit dem 16. Jahrhundert eine Gesamtgemeinde, aus der sich 1826 La Côte-aux-Fées löste. 1878 wurde der Gemeindeverband aufgelöst, Grand Bayard und Petit Bayard wurden selbständig und Meudon, Belle-Perche und Grand-Bourgeau fusionierten zur heutigen Gemeinde Les Verrières.
Bei Les Verrières überschritt am 1. Februar 1871 nach der Unterzeichnung des Vertrages von Les Verrières die im Deutsch-Französischen Krieg geschlagene Bourbaki-Armee die Grenze zur Schweiz, wo sie von Schweizer Soldaten interniert wurde. Dieses Ereignis ist auf dem Bourbaki-Panorama in Luzern dargestellt.
Von 1987 bis 2005 gab es in Les Verrières ein Empfangszentrum für Asylbewerber in Les Cernets.

## Sehenswürdigkeiten
Die reformierte Kirche Saint-Nicolas wurde 1517 im spätgotischen Stil erbaut. Eine katholische Kapelle existiert seit 1942.

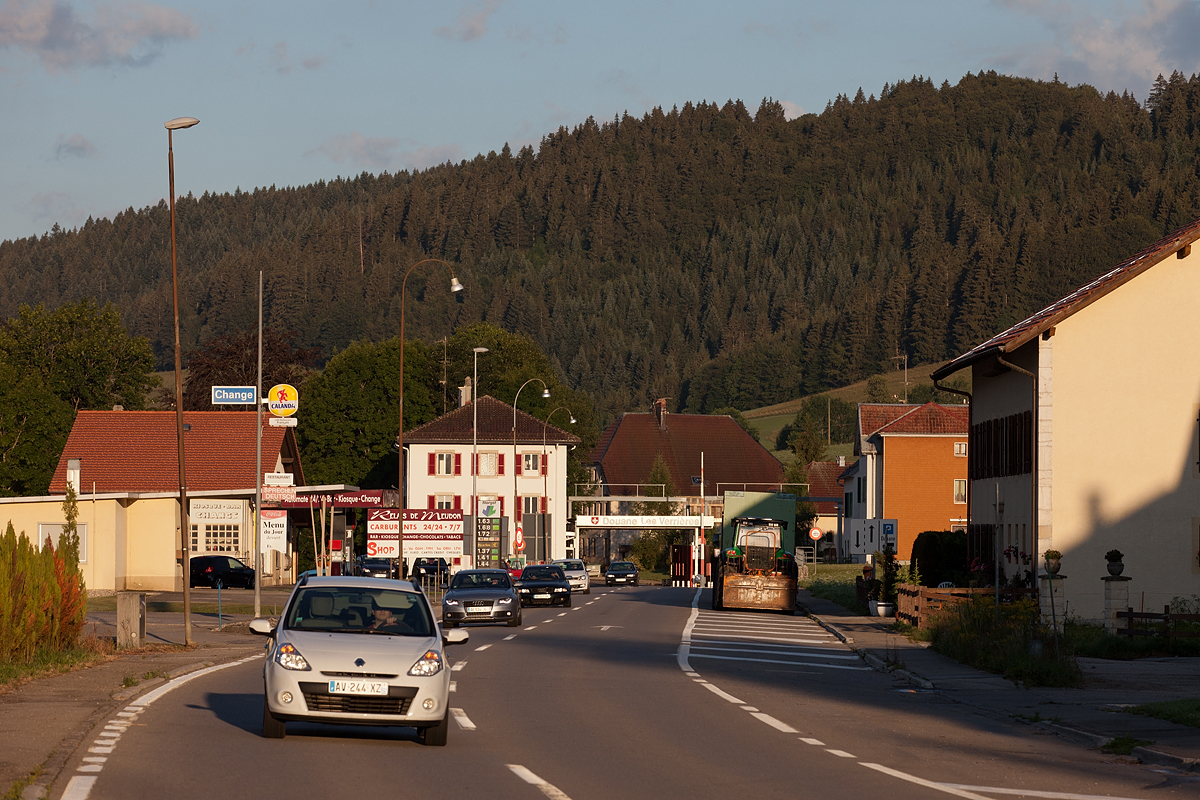
Zoll mit Pendlerstrom
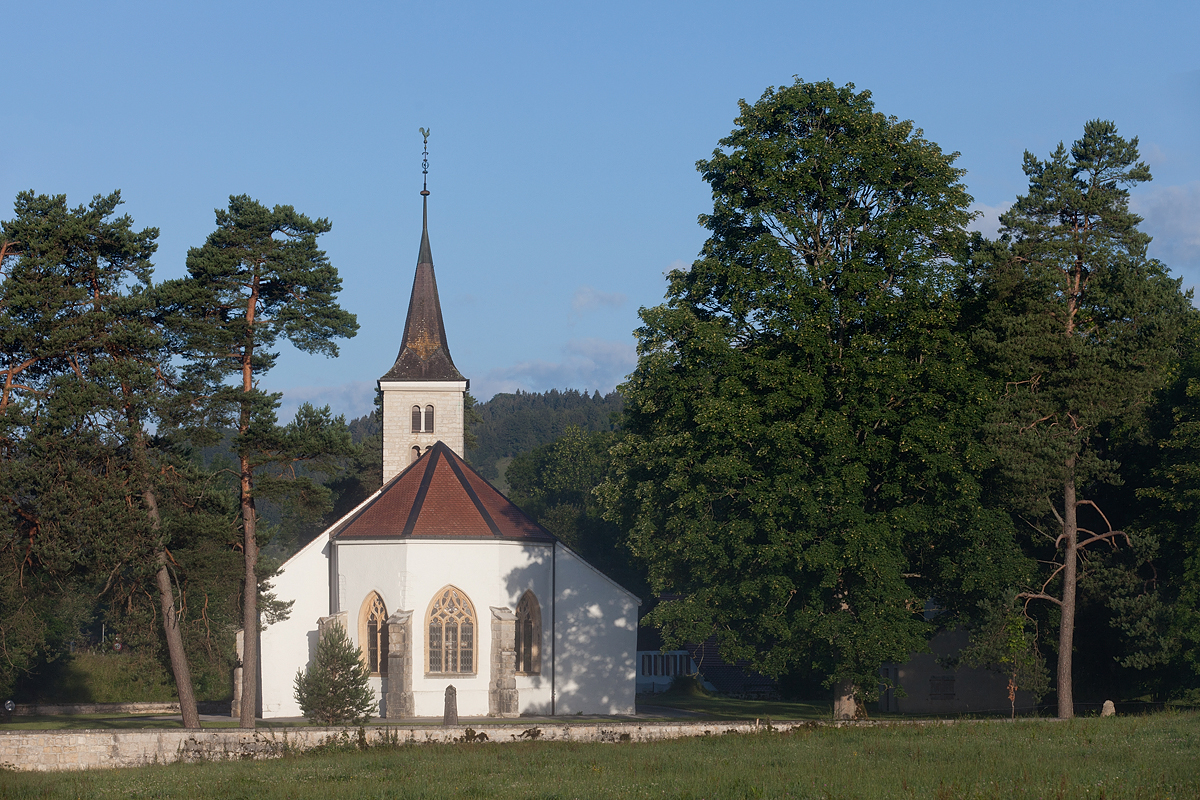
Kirche Saint Nicolas (1517)
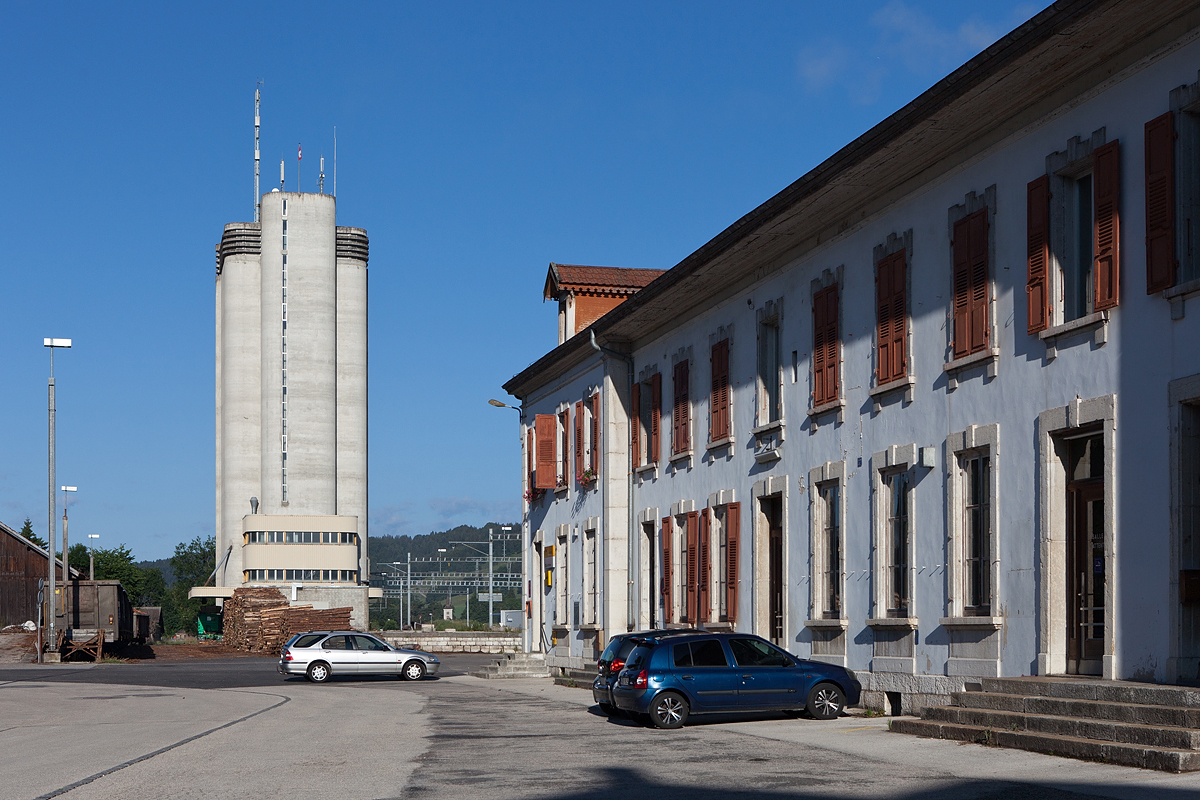
Silo und Bahnhof
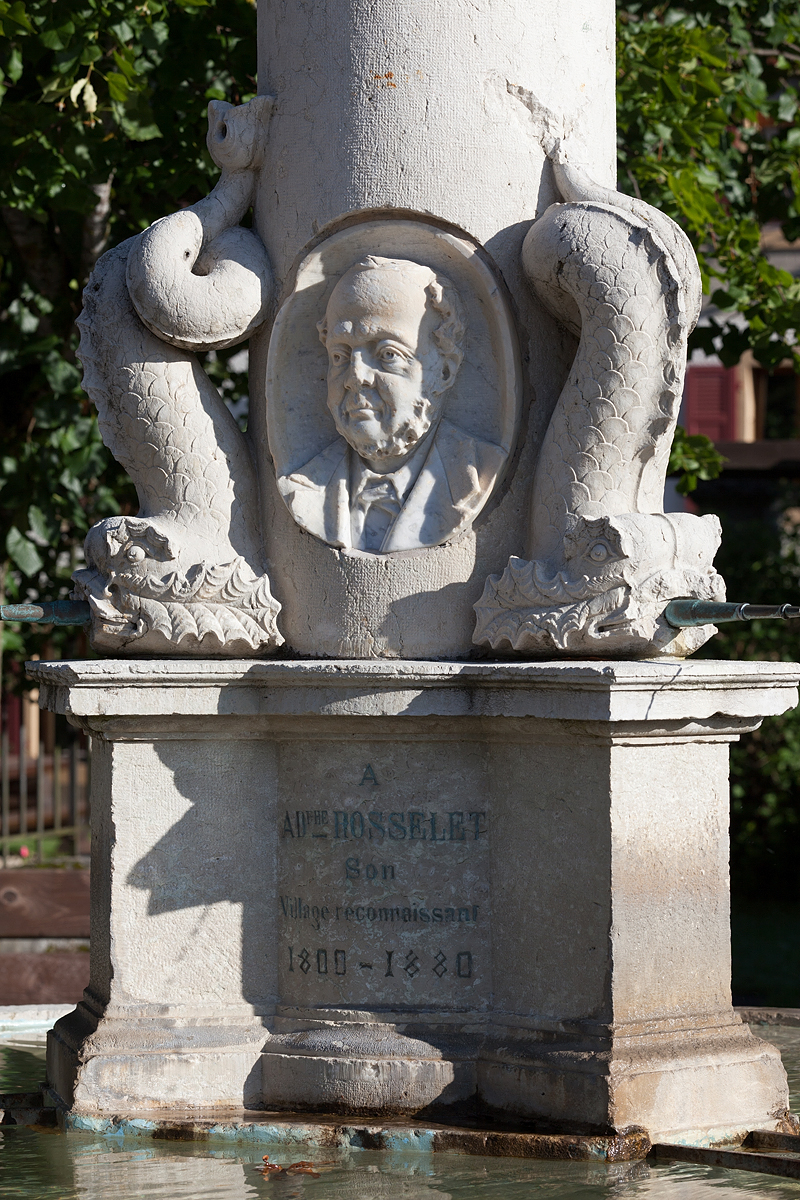
Brunnen Alfred Rosselet
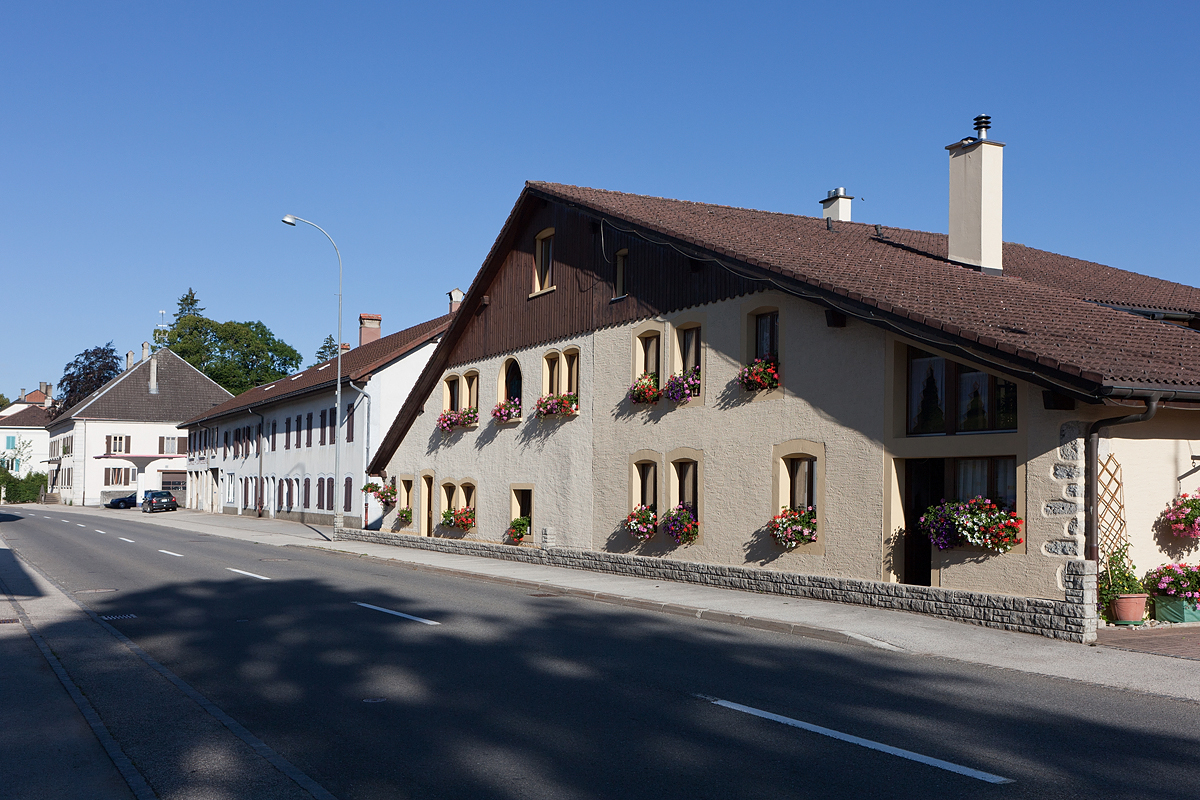
La Vy Renaud

## Persönlichkeiten
- Salomé de Gélieu (1742–1820), Pädagogin und Erzieherin an europäischen Fürstenhöfen, aufgewachsen in Les Verrières
- Esther de Gélieu (1757–1817), Lehrerin, Schulleiterin und Erzieherin, geboren in Les Verrières
- Charles-Henri Allamand (1776–1840), Arzt im Val-de-Travers
- Frédéric Lambelet (1817–1876), Nationalrat, geboren in Les Verrières
- Louis Guillaume (1833–1924), Arzt, Gefängnisdirektor und Statistiker
- Jean Landry (1875–1940), Elektroingenieur und Rektor der EPFL, geboren in Meudon
- Georges Nagel (1899–1956), Ägyptologe, geboren in Les Verrières
- Denis Mast (* 1941), Skilangläufer